# Caprorhinus cadeti
Caprorhinus cadeti är en insektsart som beskrevs av Wintrebert 1972. Caprorhinus cadeti ingår i släktet Caprorhinus och familjen Pyrgomorphidae. Inga underarter finns listade i Catalogue of Life.